# One More Chance
One More Chance este o baladǎ pop a Madonnei. A fost lansatǎ ca al treilea single de pe compilația de balade Something to Remember pe 7 martie 1996.

## Informații despre melodie
În martie 1996 Madonna a lansat One More Chance ca al treilea single de pe compilația de balade Something to Remember, dupǎ hitul anterior, You'll See și relansarea în unele țǎri europene a melodiei "Oh Father". În Statele Unite, al doilea single, și ultimul a fost remixul melodiei "Love Don't Live Here Anymore", însǎ în Japonia, Marea Britanie și câteva țǎri europene "One More Chance" a fost lansat ca ultim single. În Australia ambele melodii au fost lansate ca single. În Regatul Unit "Love Don't Live Here Anymore" trebuia sa fie lansat în august dar s-a renunțat la idee dupǎ ce "Oh Father" și "One More Chance" nu au avut succesul dorit.
Fiind foarte puțin promovat și fǎrǎ un clip oficiak, melodia nu s-a descurcat bine în topuri atingâng #11 în Marea Britanie (este singura datǎ când douǎ melodii consecutive ale Madonnei nu au intrat în Top10-ul din aceastǎ țarǎ) și #35 în Australia. Melodia s-a descurcat mult mai bine în Hong Kong atingâng #1.

### Topuri
| Top               | Poziția maximǎ |
| ----------------- | -------------- |
| Australia         | 35             |
| Eurochart Hot 100 | 50             |
| Marea Britanie    | 11             |
| Polonia           | 12             |